# 南澳抗日义勇军墓
南澳抗日义勇军墓，又名南澳抗日忠烈陵、中国义勇军墓，是南澳县文物保护单位之一，位于中国广东省汕头市南澳县黄花山管区龟埕村。义勇军墓安葬了百多名在中国抗日战争期间弹尽粮绝而死的南澳义勇军兵员。

## 历史
1938年6月，侵华日军攻陷广东南澳县，国民革命军157师937团第一营营长吴耀波与潮汕抗日民众自卫团总队长洪之政在7月组成义勇军，以三百多兵力对抗日军千余兵力，发动收复南澳；由于兵力不足，日军重新控制南澳，义勇军经过10天战斗后败退到南澳黄花山上，最终约260名兵员因弹尽粮绝而死。
当时，日军对南澳执行严格监管措施，以致无法收殓义勇军兵员遗体。一个月后，数十名掩埋队人员以准入证前往黄花山，打算偷偷把遗体安葬；由于义勇军兵员遗体在炎热天气下已经腐化，掩埋队只好就地埋葬约280具分布在山野、海滩、石洞等地的遗体。掩埋队由平善堂主导，义德社、诚敬社、顺义社为副。翌年，掩埋队人员再到黄花山，历经半个多月时间，为以收葬的义勇军兵员建立20多座小墓，墓碑上刻有“中国义勇军墓·民国巳卯年·平善堂重修”字样。280具遗体当中，只有50多具的身份能够确认。
不过，在收殓工作后，尚有一些义勇军兵员墓葬分散在南澳各处。而随着时间推移，四座义勇军墓已因为修筑公路、开辟茶园、开辟盐场等缘故受到破坏，此后消失于世。1985年，中国人民政治协商会议南澳县委员会和当地统战部门以墓碑为标记，寻找分散的义勇军兵员墓葬，结果发现和修葺了安葬41名义勇军兵员的三座墓。2005年，普益善社筹募九万多人民币善款，重葬义勇军兵员；社员在山民领路下亲自寻找数天，把分布在南澳各地的18座义勇军墓葬、共135具遗体集中埋葬到黄花山的龟埕抗日纪念馆后方，建为“义勇军南澳抗日忠烈陵”，同年12月20日举行竣工典礼。2012年，南澳村民在山洞发现四具义勇军兵员遗骸，举行祭拜仪式后安葬到忠烈陵，但一概无法确认身份。

## 结构
2005年重修后，墓葬用地占800多平方米。墓葬分为主陵和女军医墓，主陵碑为方形、女军医墓碑为圆形，意为“刚柔相济”，由汕头设计师许剑英制定。墓地前方有一块大石板，上有三幅以义勇军战斗场面为题的国画石刻，以及一对石制经幢、一对石狮子雕塑、一对石麒麟雕塑、三个石制香炉。墓地另有主碑和附碑：主碑正面刻上“义勇军南澳抗日忠烈之陵。2005年9月3日立，南澳县人民政府”，墓侧石柱刻上68名已知阵亡义勇军兵员姓名、八首诗词、八对楹联；而附碑正面刻上“义勇军女医生墓。公元2005年9月3日立，南澳县人民政府”。